# Homeboys in Outer Space
Homeboys in Outer Space este un serial de televiziune științifico-fantastic de comedie care a fost difuzat pe UPN în perioada 27 august 1996 - 13 mai 1997 (21 de episoade). Serialul îi are în rolurile principale pe Flex Alexander și Darryl Bell.

## Prezentare
Serialul prezintă doi astronauți, Tyberius „Ty” Walker (Flex Alexander) și Morris Clay (Darryl M. Bell), care au zburat în jurul universului într-o mașină cu aripi, supranumită „Space Hoopty”, în secolul al XXIII-lea. Mașina celor doi, care este o încrucișare între un lowrider și un vehicul cu 18 roți, este pilotată de un computer cu voce feminină, Loquatia (RhonaBennett).

## Distribuție

### Roluri principale
- Flex - Tyberius "Ty" Walker
- Darryl M. Bell - Morris Clay
- Rhona Bennett - Loquatia
- Kevin Michael Richardson - Vashti
- Paulette Braxton - Amma
- Michael Colyar - Milky Ray
- James Doohan - Pippen
- John Lithgow - Pitty McPatpat

## Episoade
| Nr. | Titlu                                                                  | Regia           | Scenariul                                       | Premiera           |
| --- | ---------------------------------------------------------------------- | --------------- | ----------------------------------------------- | ------------------ |
| 1   | „There's No Space Like Home, or Return of the Jed Eye”                 | Gerry Cohen     | Ehrich Van Lowe, Lore Kimbrough, Gary H. Miller | 27 august 1996     |
| 2   | „The Pleasure Planet Principle, or G Marks the Spot”                   | Gerry Cohen     | Jim Bernstein, Michael Shipley                  | 3 septembrie 1996  |
| 3   | „Papa's Got a Brand New Old Bag, or That's No Lady, That's My Grandma” | Gerry Cohen     | Michael Barker, Matt Weitzman                   | 10 septembrie 1996 |
| 4   | „Behold a Pale Planet, or What if God Was One of Us”                   | Matthew Diamond | Michael Price                                   | 17 septembrie 1996 |
| 5   | „Loquatia Unplugged, or Come Back, Little Cyber”                       | Matthew Diamond | Ehrich Van Lowe, Lore Kimbrough                 | 24 septembrie 1996 |
| 6   | „House Party, or Play That Funky White Music Droid”                    | Matthew Diamond | Chuck Cummings                                  | 1 octombrie 1996   |
| 7   | „Dog Day Afternoon, or When the Going Gets Ruff”                       | Rae Kraus       | Stu Kreisman, Chris Cluess                      | 15 octombrie 1996  |
| 8   | „Devil in Miss Jones, or Dismember of the Wedding”                     | Matthew Diamond | Michael Price                                   | 29 octombrie 1996  |
| 9   | „Trading Faces, or All the King's Homeys”                              | Patrick Maloney | Stan Foster, Miguel Nunez, Jr.                  | 5 noiembrie 1996   |
| 10  | „A Man's Place Is in the Homey, or The Stepford Guys”                  | Patrick Maloney | Gary H. Miller                                  | 12 noiembrie 1996  |
| 11  | „Homeboys in Wonderland, or Hoopty Doopty”                             | Pat Maloney     | Jeff Martin                                     | 19 noiembrie 1996  |
| 12  | „Super Bad Foxy Lady Killer, or Ty and Morris Get the Shaft”           | Matthew Diamond | Bernie Kukoff                                   | 26 noiembrie 1996  |
| 13  | „Brother's Got No Soul, or I Love Lucifer”                             | Matthew Diamond | Mike Barker, Matt Weitzman                      | 7 ianuarie 1997    |
| 14  | „El Voyage Fantastico, or I've Got You Under My Skin”                  | Glynn Turman    | Chris Cluess, Stu Kreisman                      | 14 ianuarie 1997   |
| 15  | „The Longest Yard and a Half, or The Shawshank Redemption Center”      | Matthew Diamond | Ehrich Van Lowe, Gary H. Miller                 | 28 ianuarie 1997   |
| 16  | „An Officer and a Homeboy, or Full Metal Jackass”                      | Patrick Maloney | Michael Price, Chuck Cummings                   | 4 februarie 1997   |
| 17  | „Happy Happy, Droid Droid, or Amma Sees Red”                           | Tony Singletary | Michael Barker, Matt Weitzman                   | 11 februarie 1997  |
| 18  | „The Naked and the Dred, or The Toast of the Town”                     | Matthew Diamond | Lore Kimbrough                                  | 18 februarie 1997  |
| 19  | „Tales from the Dark Side, or Ty Takes the Redeye”                     | Howard Ritter   | Jim Bernstein, Michael Shipley                  | 29 aprilie 1997    |
| 20  | „How the West Was Lost, or Daddy's Home”                               | Albert Alarr    | Michael Price                                   | 6 mai 1997         |
| 21  | „The Adventures of Ratman and Gerbil, or Holy Homeboys in Outer Space” | Matthew Diamond | Ehrich Van Lowe, Gary H. Miller                 | 13 mai 1997        |

## Primire
Serialul a primit recenzii negative din partea criticilor și a fost anulat de UPN după un sezon.